# Reactiequotiënt
Het begrip reactiequotiënt, met symbool {\displaystyle Q},  komt voor in de thermodynamica en beschrijft de verhouding van activiteiten van reactanten en producten in een chemische reactie. Het begrip speelt een centrale rol in de thermodynamische beschrijving van chemische reacties, bijvoorbeeld in het voorspellen van de spontaneïteit van een proces, en de theoretische behandeling van chemisch evenwicht.

## Definiëring
Voor een gegeven algemene reactievergelijking
{\displaystyle a\ \mathrm {A} +b\ \mathrm {B} \rightleftharpoons c\ \mathrm {C} +d\ \mathrm {D} }
geldt dat het reactiequotiënt {\displaystyle Q} gelijk is aan:
{\displaystyle Q={\frac {a_{\mathrm {C} }^{c}\cdot a_{\mathrm {D} }^{d}}{a_{\mathrm {A} }^{a}\cdot a_{\mathrm {B} }^{b}}}}
Algemeen kan het reactiequotiënt worden gedefinieerd als
{\displaystyle Q=\prod _{j}a_{j}^{\nu _{j}}}
waarbij staat {\displaystyle j} voor alle reactieproducten en reagentia in de reactie. De macht {\displaystyle \nu _{j}} staat voor de stoichiometrische coëfficiënt in de reactievergelijking, die negatief is voor de reagentia. De grondtallen {\displaystyle a_{j}} staan voor de chemische activiteiten.
Voor een reactie in oplossing waarbij alle stoffen in erg lage concentratie aanwezig zijn, is het reactiequotiënt te benaderen door de verhouding van concentraties.

## Toepassing
Het reactiequotiënt bepaalt de reactiegibbsenergie {\displaystyle \Delta _{\mathrm {r} }G} via
{\displaystyle \Delta _{\mathrm {r} }G=\Delta _{\mathrm {r} }G^{\ominus }+RT\ln {Q}}
waarbij {\displaystyle \Delta _{\mathrm {r} }G^{\ominus }} de reactiegibbsenergie is bij standaardomstandigheden (i.e. alle activiteiten gelijk aan 1). 
Via de definitie van de evenwichtsconstante {\displaystyle K}, als zijnde
{\displaystyle K=\mathrm {e} ^{\frac {-\Delta _{\mathrm {r} }G^{\ominus }}{RT}}}
kan dit ook geschreven worden als
{\displaystyle \Delta _{\mathrm {r} }G=RT\ln {\frac {Q}{K}}}
waarin men ziet dat de reactie bij omstandigheden van constante druk en temperatuur spontaan is ({\displaystyle \Delta _{\mathrm {r} }G<0}) wanneer {\displaystyle Q<K}, en in evenwicht is ({\displaystyle \Delta _{\mathrm {r} }G=0}) wanneer {\displaystyle Q=K}.